# 우수리만

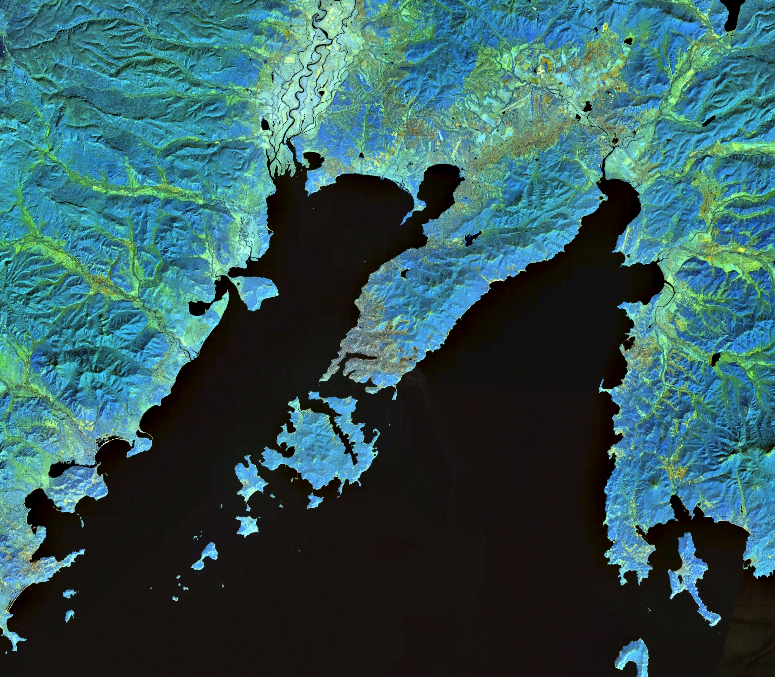
표트르대제만: 아무르만 (왼쪽), 무라비요프-아무르스키반도 그리고 우수리만(오른쪽)

우수리만(러시아어: Уссурийский залив)은 러시아 극동의 동해에 접한 표트르대제만에 있는 주요 만이다.
길이는 약 67km, 너비는 10km~55km, 평균 깊이는 40m인 표트르대제만에서 가장 큰 만이다.) 최대 69m이다. 우수리만은 동보스포루스 해협으로 연결되고, 무라비요프-아무르스키반도와 예브게니 군도에 의해 분리되는 아무르만과 함께 훨씬 더 큰 만의 일부를 형성한다. 만은 중화인민공화국과 러시아 국경의 일부를 형성하는 아무르강의 지류인 우수리강의 이름을 따서 명명되었다.
우수리만은 완전히 러시아 프리모르스키 지방과 러시아 극동 지역에서 가장 큰 도시이자, 수도인 프리모르스키 지방의 일부인 블라디보스토크 일부에 속하며, 볼쇼이카멘과 슈코토포 마을은 만의 해안을 따라 위치해 있다. 이 만은 모래 해변으로 인해 이 지역에서 인기 있는 휴양지이며, 가장 잘 알려진 곳은 라주르나야만이다. 관광객을 끌어들이고 있는 최근의 특징 중 하나는 조석의 작용으로 해안으로 밀려오거나 근처 유리에 버려진 유리병을 두드리는 바다 유리에서 비롯된다. 그리고 도자기 공장을 둥근 유리 자갈로 만든다. 시베리안 타임즈 신문에 따르면, 해변의 유리는 환경적 위험보다는 안전한 것으로 보고되었다.